# Held van de Sovjet-Unie

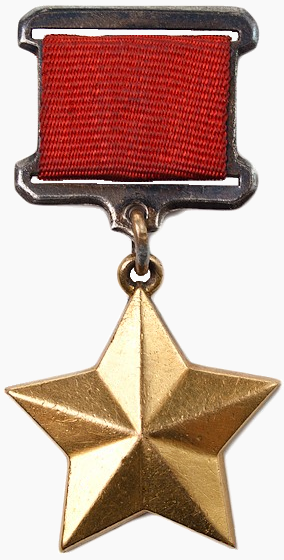
De Gouden Ster van Held van de Sovjet-Unie

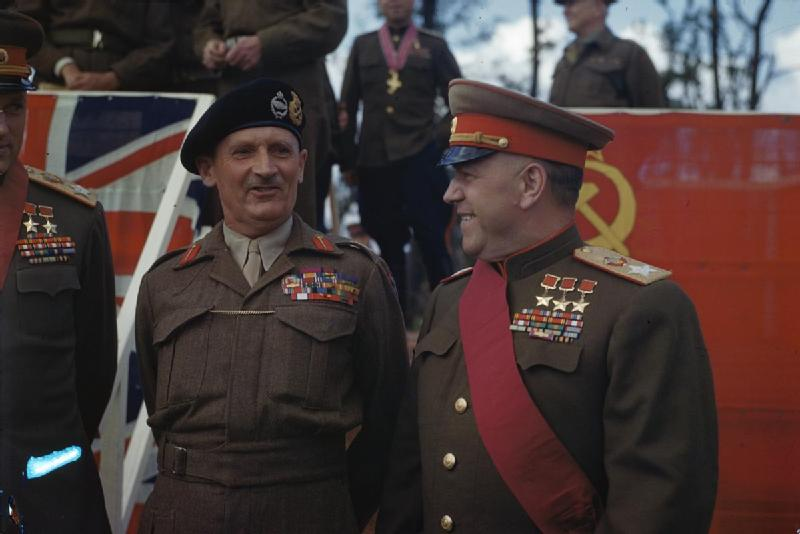
Maarschalk Zjoekov toen met drie onderscheidingen Held van de Sovjet-Unie met Bernard Montgomery voor de Brandenburger Tor (Berlijn) op 12 juli 1945. Hij kreeg nadien zijn vierde onderscheiding Held van de Sovjet-Unie voor zijn 60e verjaardag.

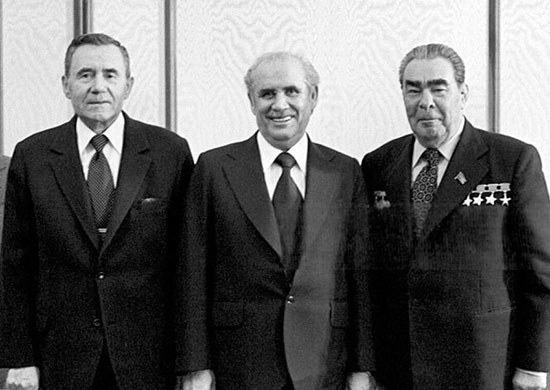
Secretaris-generaal van de Communistische Partij van de Sovjet-Unie Leonid Brezjnev droeg vier onderscheidingen Held van de Sovjet-Unie.

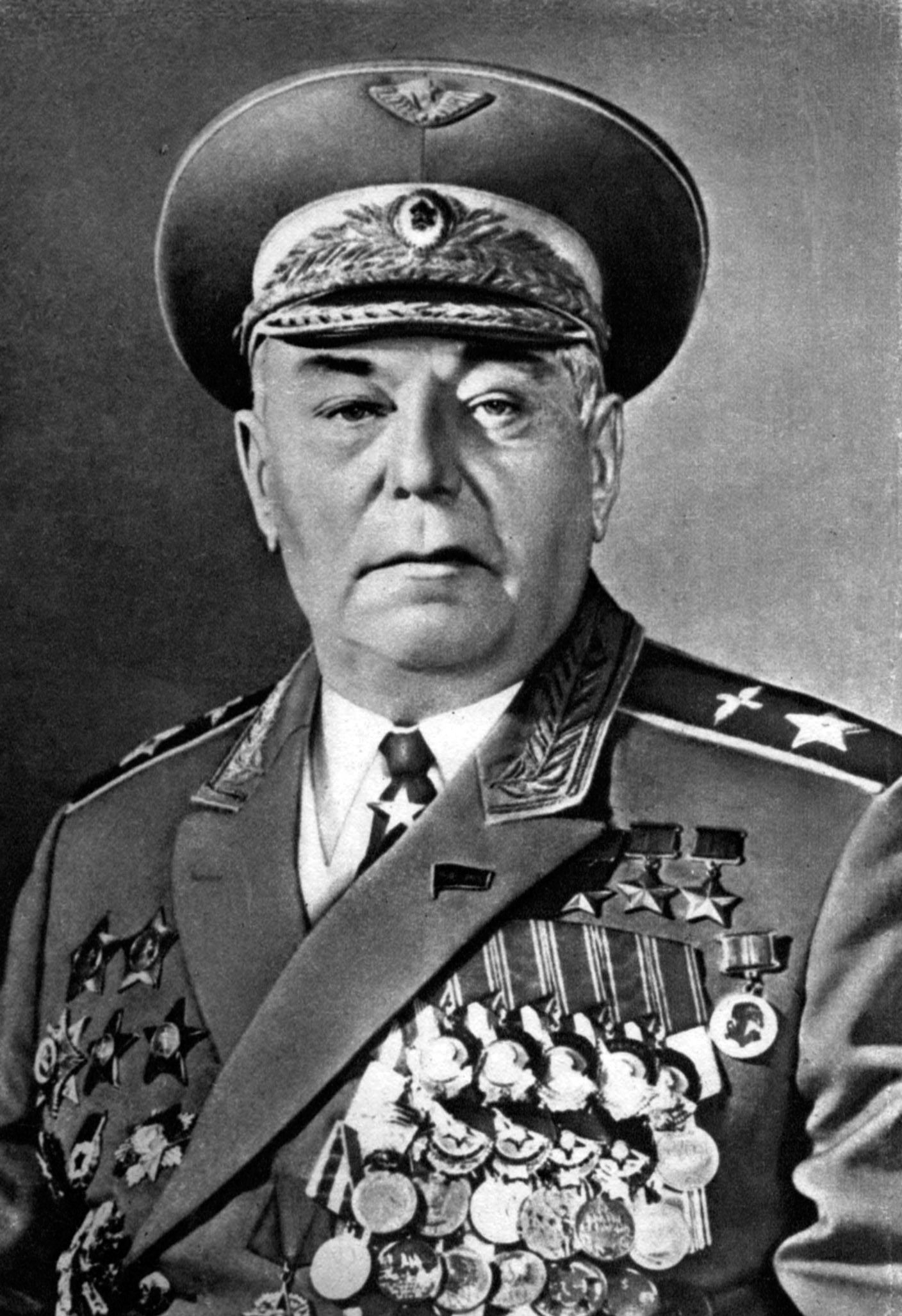
De gevechtspiloot Aleksandr Pokrysjkin droeg drie onderscheidingen Held van de Sovjet-Unie.

De gevechtspiloot Ivan Kozjedoeb droeg drie onderscheidingen Held van de Sovjet-Unie.

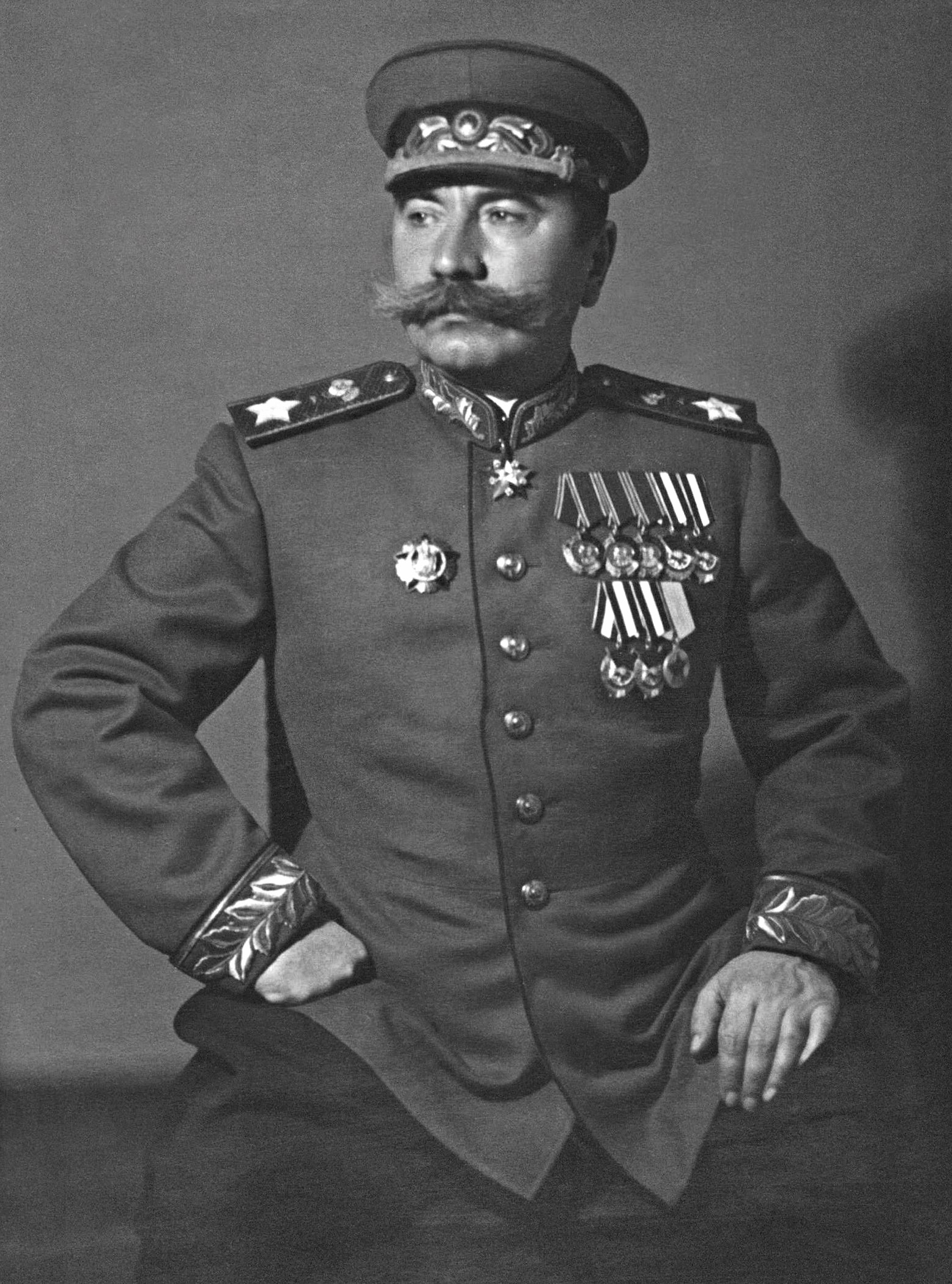
Maarschalk Semjon Boedjonny droeg drie onderscheidingen Held van de Sovjet-Unie.

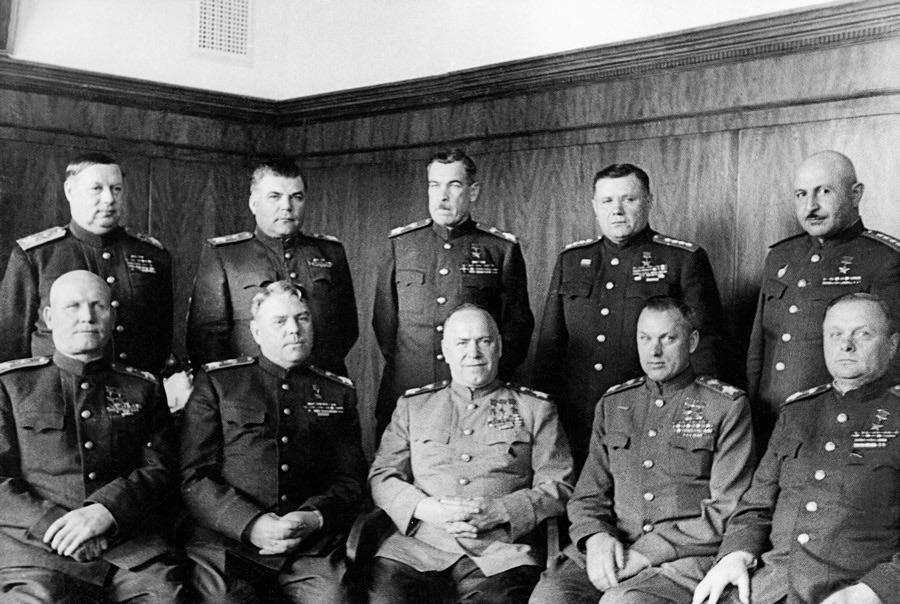
De tien maarschalken van de Sovjet-Unie in de laatste fase van de Tweede Wereldoorlog werden Held van de Sovjet-Unie: van links naar rechts zittend: Ivan Konev, Aleksandr Vasilevski, Georgi Zjoekov, Konstantin Rokossovski, Kirill Meretskov en staand: Fjodor Tolboechin, Rodion Malinovski, Leonid Govorov, Andrej Jerjomenko, Ivan Bagramjan

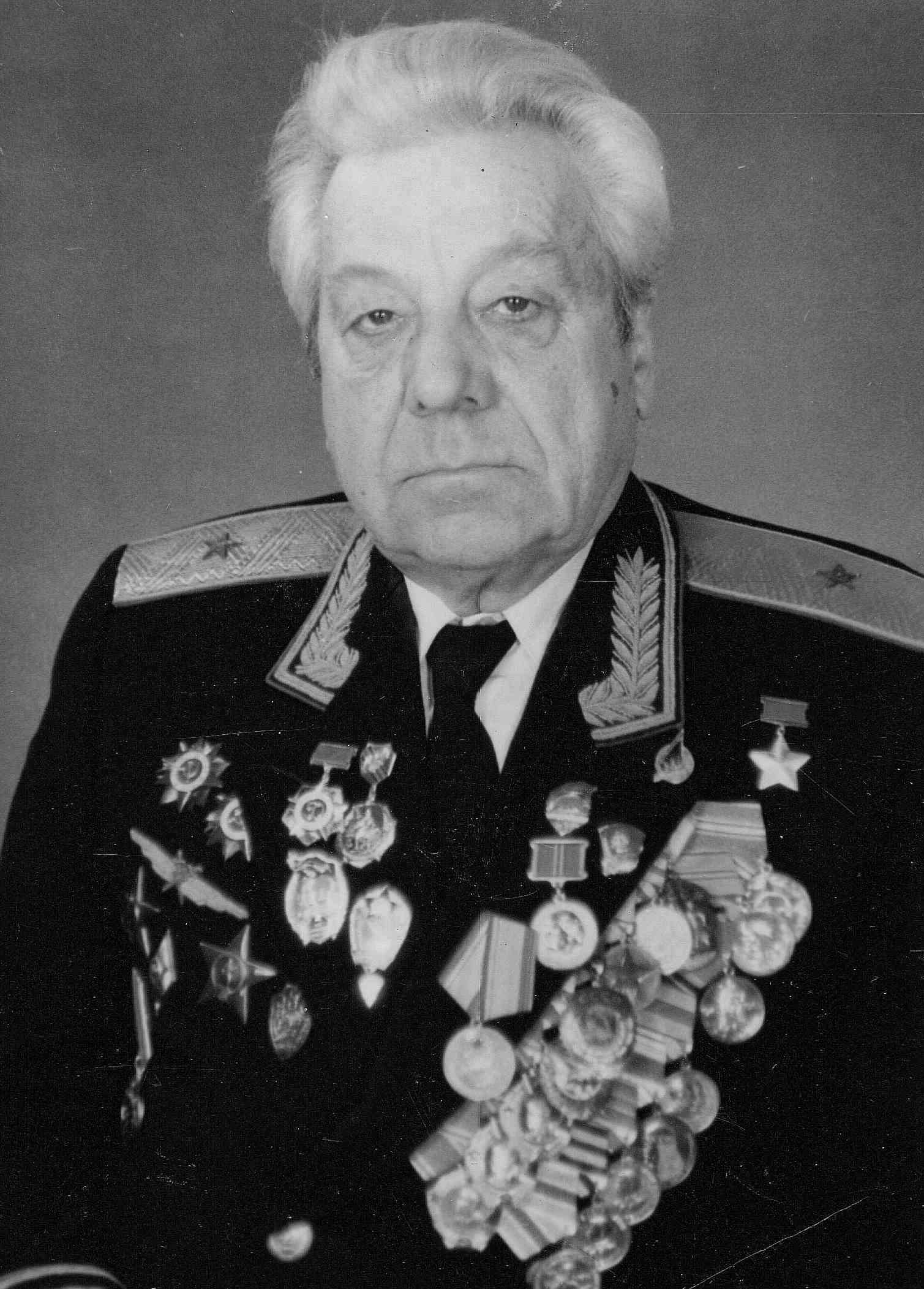
De piloot Anatoli Ljapidevski werd de eerste Held van de Sovjet-Unie. Hij redde 103 schipbreukelingen van een ijsschots.

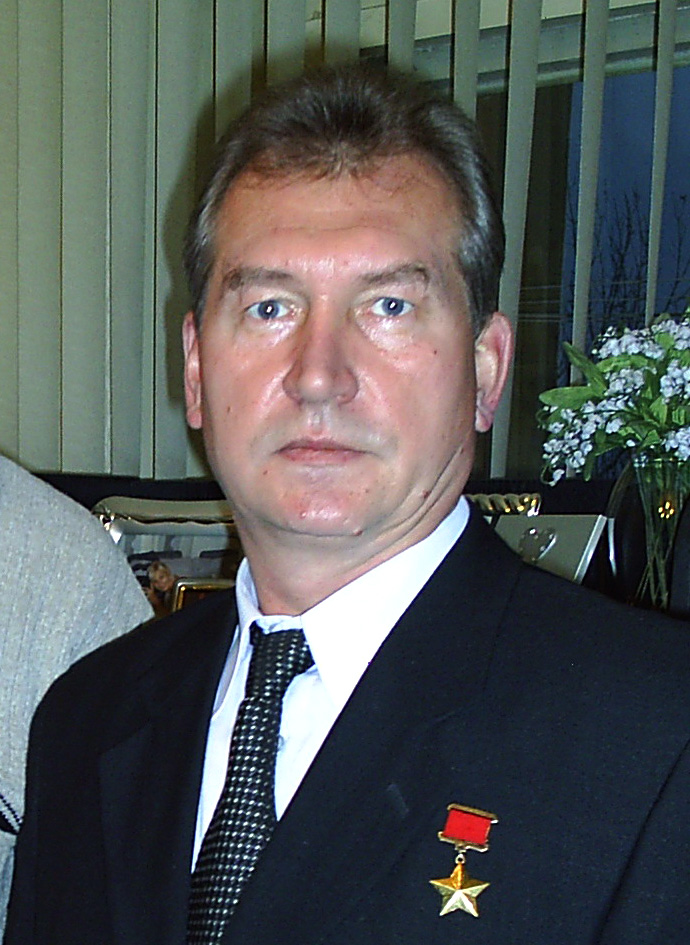
De duiker Leonid Solodkov werd de laatste Held van de Sovjet-Unie. Hij bleef 15 dagen 500 meter diep onder water.

De titel  Held van de Sovjet-Unie (Russisch: Герой Советского Союза; Geroj Sovjetskogo Sojoeza) is op 16 april 1934 door de Opperste Sovjet, het parlement van de Sovjet-Unie ingesteld. De titel werd ook daadwerkelijk gebruikt, in krantenartikelen in de Sovjetpers werd de aanduiding vaak samen met iemands naam genoemd. De titel bezat dan ook veel prestige.

## Achtergrond
De reden voor het instellen van deze gouden ster was dat de Helden van de Sovjet-Unie de op 16 april 1934 ingestelde Leninorde mochten dragen. Deze orde werd echter ook aan schrijvers en wetenschappers verleend die zich uiteraard geen "Held" mochten noemen. Op foto's van Sovjets die al hun onderscheidingen dragen, draagt een Held van de Sovjet-Unie het ereteken van de Leninorde onder zijn gouden ster. Soms ziet men meerdere Leninorden en meerdere sterren.
De gladde gebombeerde gouden ster van een Held van de Sovjet-Unie lijkt sterk op de even grote ster van een Held van de Socialistische Arbeid. Deze laatste ster is echter versierd met een hamer en sikkel.
De Helden droegen een Gouden ster, een decoratie die alleen door de helden werd gedragen, vrijwel altijd op de revers van hun kostuum of uniform. Het lint werd nooit zonder de ster gedragen. Deze "Medalj Zolotaja Zwezda" was drie onderscheidingen in één; de ontvanger mocht zich niet alleen "Held van de Sovjet-Unie" noemen, hij of zij kreeg ook de Leninorde. De kleine gouden ster had 21 gram massa en was van 24-karaats goud. Op de achterzijde staat "Geroj SSSR" (Russisch: "Held van de Sovjet-Unie") gegraveerd.
De etnische herkomst van de Helden van de Sovjet-Unie ziet er als volgt uit: 
- Russen - 8160 personen;
- Oekraïners - 2069,
- Wit-Russen - 311,
- Wolga-Tataren - 161,
- Joden - 108,
- Kazachen - 96,
- Georgiërs - 91,
- Armeniërs - 90,
- Oezbeken - 69,
- Mordoviërs - 61,
- Tsjoevasjen - 44,
- Azerbeidzjanen - 43,
- Basjkieren - 39,
- Ossetiërs - 32,
- Mari - 18,
- Turkmenen - 18,
- Litouwers - 15,
- Tadzjieken - 14,
- Letten - 13,
- Kirgiezen - 12,
- Oedmoerten - 10,
- Komi - 10,
- Kareliërs - 9,
- Esten - 9,
- Kalmukken - 8,
- Kabardiërs - 7,
- Adygeërs - 6,
- Abchazen - 5,
- Duitsers - 6,
- Jakoeten - 3,
- Moldaviërs - 2,
- Koreanen,  Roma, Chakassen, Evenken, Koemandinen - 1.

Verder zijn er nog ongeveer 20 militairen uit Oost-Europese landen (vooral Tsjecho-Slowakije en Polen) met deze orde onderscheiden, alsmede vier Franse gevechtspiloten van het Squadron Normandie-Niemen en twee Spanjaarden.
Relatief gezien hebben Mordoviërs en Ossetiërs het hoogste aantal Helden (1 Held van de USSR per 12,8 duizend personen), direct gevolgd door Russen (1 op 13,8 duizend) en op iets meer afstand door Oekraïners, Joden en Wit-Russen (respectievelijk 1 op 17,7, 1 op 21,7 en 1 op 26,6). Jood was in de Sovjet-Unie een erkende nationaliteit, in het Russische Verre Oosten lag een "Joods Autonoom Gebied" rond Birobidzjan.
De onderscheiding werd door het Presidium van de Opperste Sovjet aan burgers en militairen verleend voor het bevorderen van vrede, naastenliefde en socialisme, maar ook voor het verdedigen van het vaderland en heroïsche inzet om anderen te redden uit gevaar. 
De op 16 oktober 1939 ingestelde onderscheiding werd in totaal 12745 maal verleend, 11635 maal tijdens de Tweede Wereldoorlog. 
De eerste die de onderscheiding kreeg was de piloot Anatoli Ljapidevski. Samen met zes andere piloten, die ook Held van de Sovjet-Unie werden, redde hij 103 schipbreukelingen van het stoomschip Tsjeljoeskin van een ijsschots in de Tsjoektsjenzee. 
101 Mensen kregen de medaille twee keer. Wanneer de orde een tweede maal was verleend werd hieraan ook een standbeeld in de geboorteplaats toegevoegd.
Drie personen ontvingen de onderscheiding driemaal: de Oekraïense luchtmachtpiloot Ivan Kozjedoeb, tactisch luchtmachtpiloot Aleksandr Pokrysjkin en Semjon Boedionny, die vocht in de Russisch-Japanse Oorlog, Russische Burgeroorlog, Sovjet-aanval op Polen, Winteroorlog en de Tweede Wereldoorlog. Een derde onderscheiding voorzag formeel ook in een vermelding op een pilaar op een voetstuk bij het Paleis van de Sovjets, maar dit paleis werd nooit gebouwd. 
Twee personen ontvingen de onderscheiding viermaal: de Maarschalk van de Sovjet-Unie Georgi Zjoekov in de Tweede Wereldoorlog kreeg een vierde onderscheiding voor zijn 60e verjaardag en Secretaris-generaal van de Communistische Partij van de Sovjet-Unie Leonid Brezjnev droeg er vier. Het originele statuut voor de onderscheiding voorzag maar drie onderscheidingen, waardoor de vierde onderscheiding van beide personen omstreden is, aangezien het statuut tot 1991, toen de onderscheiding werd afgeschaft, niet werd veranderd. 
In de jaren 70 raakte de onderscheiding een beetje in onbruik en werd toen vooral gegeven ter gelegenheid van ceremoniële bijeenkomsten. In 1988 schafte de Opperste Sovjet het gebruik van het uitreiken van meer dan eenmaal van de onderscheiding af. De Afghaanse Oorlog (1979-1989) leverde 65 militairen de titel "Held van de Sovjet-Unie" op.
De laatste onderscheiding werd gegeven aan een duiker, Kapitein van de derde rang Leonid Solodkov op 24 december 1991 omdat hij 15 dagen op 500 meter diep gebleven was. 
Na het uiteenvallen van de Sovjet-Unie werd de titel in de Russische Federatie vervangen door de titel Held van de Russische Federatie, in Oekraïne door de titel Held van Oekraïne en in Wit-Rusland door de titel Held van Wit-Rusland. Ook in sommige andere republieken is de titel vervangen door een soortgelijke titel, zoals de Orde van de Held van Kazachstan in Kazachstan O'zbekiston Kahramoni (Held van Oezbekistan) in Oezbekistan en Orde van de Held van Azerbeidzjan in Azerbeidzjan.

## Opvallende dragers

### Opvallende dragers van een enkele ster
- Michail Devjatajev - Russische gevechtspiloot, die in 1945 samen met negen andere Russen uit een Duits gevangenenkamp ontsnapte door een Duits vliegtuig te kapen.
- Moesa Dzjalil - Tataarse schrijver en dichter.
- Anna Jegorova -  Een vrouwelijke gevechtspiloot.
- Zoja Kosmodemjanskaja - Partizanenleidster, de eerste vrouwelijke Held van de Sovjet-Unie.
- Pjotr Masjerov - Partizanenleider in Wit-Rusland. In de periode 1965-1980 was hij de eerste secretaris van de Communistische Partij van Wit-Rusland.
- Aleksandr Matrosov - Soldaat die zich voor een machinegeweer wierp.
- Arnold Meri - Hoofd van de Estse Veteranenbond, neef en ideologisch tegenstander van de voormalige Estse president Lennart Meri.
- Fjodor Ochlopkov - De beste sluipschutter in de Tweede Wereldoorlog. In totaal doodde hij tussen september 1941 en juni 1944 429 Duitsers. Een etnische Jakoet.
- Jakov Pavlov - Een Sovjetsergeant tijdens de Slag om Stalingrad, waarnaar Pavlovs Huis vernoemd werd.
- Valentina Teresjkova - De eerste vrouwelijke kosmonaut.
- Valentin Varennikov - Hoofd van de Russische Bond der Helden van de Sovjet-Unie.
- Vasili Zajtsev - De sluipschutter die in Stalingrad en elders aan het front 242 Duitsers doodde, bekend van de film Enemy at the Gates.

### Opvallende dragers van een tweede ster
- Vasili Adrianov – Gevechtspiloot
- Amet-Chan Soeltan – Tataars gevechtspiloot
- Azi Aslanov - Azerbeidzjaans generaal
- Ivan Bagramjan - Armeens Maarschalk
- Leonid Beda – Oekraïens gevechtspiloot
- Talgat Begeldinov – Kazachs gevechtspiloot
- Georgi Beregovoj - Kosmonaut
- Semjon Bogdanov – Maarschalk van de tanks
- Aleksandr Fjodorov - Gevechtspiloot
- Sergej Gorsjkov – Admiraal
- Andrej Gretsjko - Minister van Defensie van de Sovjet-Unie van 12 april 1967 tot 26 april 1976
- Ivan Konev – Maarschalk
- Sydir Kovpak - Partizanenleider in Oekraïne
- Nikolaj Krylov – Maarschalk
- Sergej Loeganski – Gevechtspiloot
- Rodion Malinovski - Minister van Defensie van de Sovjet-Unie van 27 oktober 1957 tot 31 maart 1967
- Grigori Mylnikov - Gevechtspiloot
- Anatoli Nedbajlo – Gevechtspiloot
- Issa Pliejev – Ossetisch legergeneraal
- Pavlo Popovytsj - De 4e kosmonaut van de Sovjet-Unie
- Konstantin Rokossovski – Pools Maarschalk
- Nelson Stepanjan – Armeens gevechtspiloot
- Semjon Timosjenko – Oekraïens Maarschalk
- Ivan Tsjernjachovski - Legergeneraal die sneuvelde in de Slag om Koningsbergen
- Vasili Tsjoejkov - Maarschalk, de belangrijkste Sovjet bevelhebber tijdens de Slag om Stalingrad
- Kliment Vorosjilov - Minister van Defensie van de Sovjet-Unie van 5 november 1925 tot 6 mei 1940
- Matvej Zacharov - Maarschalk

### Buitenlandse dragers van deze medaille
- Marcel Albert - Frans gevechtspiloot van het Squadron Normandie-Niemen
- Fidel Castro - Minister-President van Cuba
- Bertalan Farkas - Hongaars kosmonaut
- Mirosław Hermaszewski - Pools kosmonaut
- Erich Honecker - Voorzitter van de Staatsraad van de DDR
- Gustáv Husák - Secretaris-generaal van de Communistische Partij van Tsjecho-Slowakije
- Rúben Ruiz Ibárruri - Spaans luitenant die vocht in de Slag om Stalingrad
- Sigmund Jähn - Kosmonaut van de Duitse Democratische Republiek
- Marcel Lefèvre - Frans gevechtspiloot van het Squadron Normandie-Niemen
- Ramón Mercader - Spaanse moordenaar van Lev Trotski
- Erich Mielke - Minister van Stasi van de Duitse Democratische Republiek
- Ján Nálepka - Slowaaks partizaan
- Gamal Abdel Nasser - President van Egypte onder Vrije Officieren en Nasser
- Roland de la Poype - Frans gevechtspiloot van het Squadron Normandie-Niemen
- Fritz Schmenkel - Duits partizaan
- Rakesh Sharma - Kosmonaut van India
- Richard Sorge - De Duitse meesterspion voor de Sovjet-Unie in Tokyo. Hij kreeg de titel postuum van Nikita Chroesjtsjov na de dood van Jozef Stalin.
- Phạm Tuân - Vietnamees kosmonaut
- Walter Ulbricht - Voorzitter van de Staatsraad van de DDR
- Todor Zjivkov - Voorzitter van de Staatsraad van Bulgarije